# مراسم تقديم الشاي

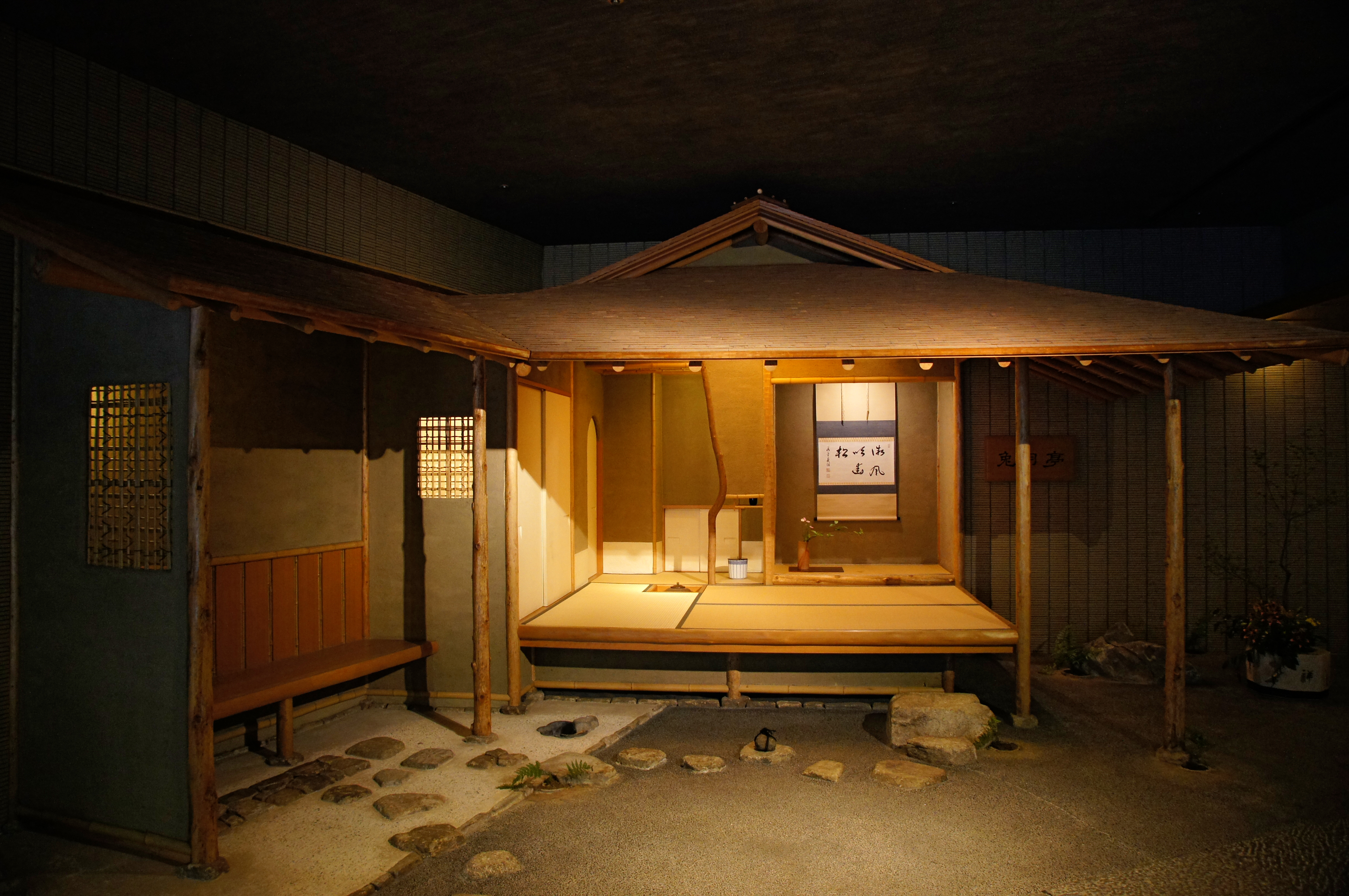
المنظر الداخلي لغرفة الشاي

مراسم تقديم الشاي أو حفل الشاي هو شكل من أشكال الطقوس المصاحبة لصنع الشاي (茶cha) يمارسه الصينيون والكوريون واليابانيون في شرق آسيا. حفل الشاي (بالصينية: 茶道 or 茶禮 or 茶艺)، تُترجم حرفياً إلى «طريقة الشاي» باللغة اليابانية، «آداب الشاي» أو «طقوس الشاي» باللغة الكورية، و«فن الشاي» باللغة الصينية، هو نشاط ثقافي يشمل التحضير الاحتفالي وتقديم الشاي. تأثر حفل الشاي الياباني بثقافة الشاي الصينية خلال العصور القديمة والعصور الوسطى، بدءًا من القرن التاسع عندما قُدم الشاي لأول مرة إلى اليابان من الصين. يمكن للمرء أن يشير أيضًا إلى مجموعة كاملة من الطقوس والأدوات والإيماءات، وما إلى ذلك المستخدمة في الاحتفالات مثل ثقافة الشاي. تحتوي جميع طقوس وطقوس الشاي هذه على «عشق الجميل بين الحقائق الدنيئة في الحياة اليومية»، بالإضافة إلى التحسين، والمحتوى الروحي الداخلي، والتواضع، وضبط النفس والبساطة «مثل جميع الفنون التي تشترك في الاصطناعية غير العادية والفنية والتجريد والرمزية والشكلية» إلى درجة أو أخرى.

## بيوت الشاي وحدائق الشاي
في التقليد الياباني، يشير منزل الشاي عادة إلى هيكل خاص مصمم لعقد احتفالات الشاي الياباني. تسمى هذه البنية وتحديدًا الغرفة التي يُقام فيها حفل الشاي chashitsu ‎ (茶室، lحرفيًا "غرفة الشاي") . والمساحة المعمارية المسماة chashitsu لتحقيق الجمالية والفكرية. 

## استخدامات شرب الشاي

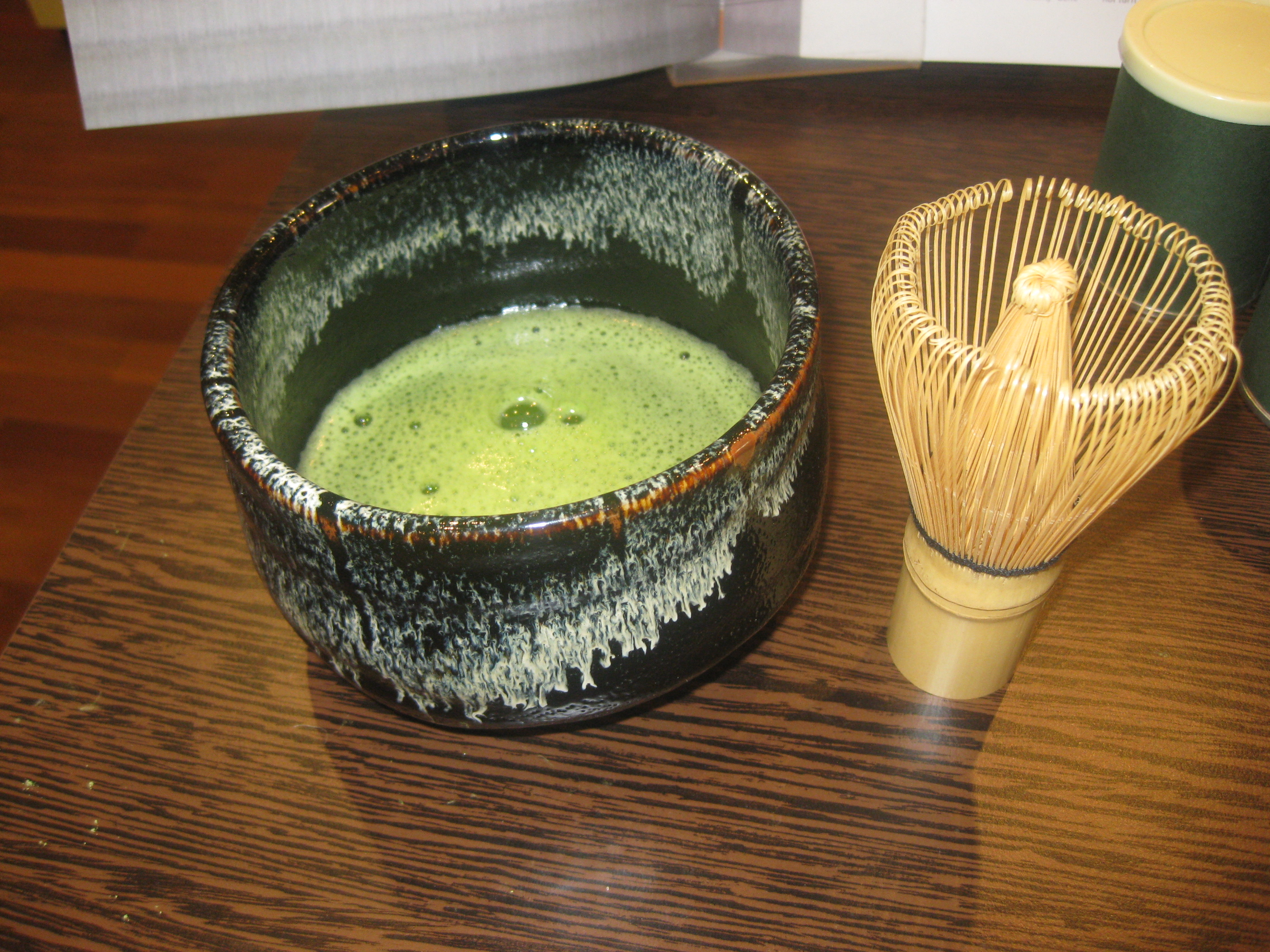
شاي الماتشا الأخضر

في اليابان، حفل الشاي هو مزيج من مبدأين، صابي (寂) ووابي (侘). يمثل «الوابي» التجارب الداخلية أو الروحية للحياة البشرية. يشير معناها الأصلي إلى صقل هادئ أو رصين، أو طعم هادئ «يتميز بالتواضع وضبط النفس والبساطة والطبيعية والعمق والخلل وعدم التماثل» و «يؤكد على الأشياء البسيطة غير المزخرفة والمساحة المعمارية، ويحتفل بالجمال الناعم في ذلك الوقت والعناية نقل المواد». «الصابي»، من ناحية أخرى، يمثل العيب الخارجي أو المادي للحياة، وكذلك الطبيعة الأصلية للأشياء. كانت البوذية زن لها تأثير في تطوير حفل الشاي.
عناصر حفل الشاي الياباني هي الانسجام بين الطبيعة والزراعة الذاتية، والاستمتاع بالشاي في إطار رسمي وغير رسمي. 
حفل الشاي الياباني وضعت بأنها «ممارسة التحويلية»، وبدأت في التطور الخاص للفلسفة الجمالية، ولا سيما أن من مبادئ «صابي» و «وابي». اعتبر فهم الفراغ أكثر الوسائل فعالية للإيقاظ الروحي، بينما كُرم احتواء النقص كتذكير صحي لنعتز به أنفسنا غير المصقولة، هنا والآن، تمامًا كما نحن - الخطوة الأولى نحو «ساتوري» أو التنوير.
 

يستخدم شرب الشاي كوسيلة مساعدة للتأمل، للمساعدة في الكهانة، للأغراض الاحتفالية والتعبير عن الفنون. 

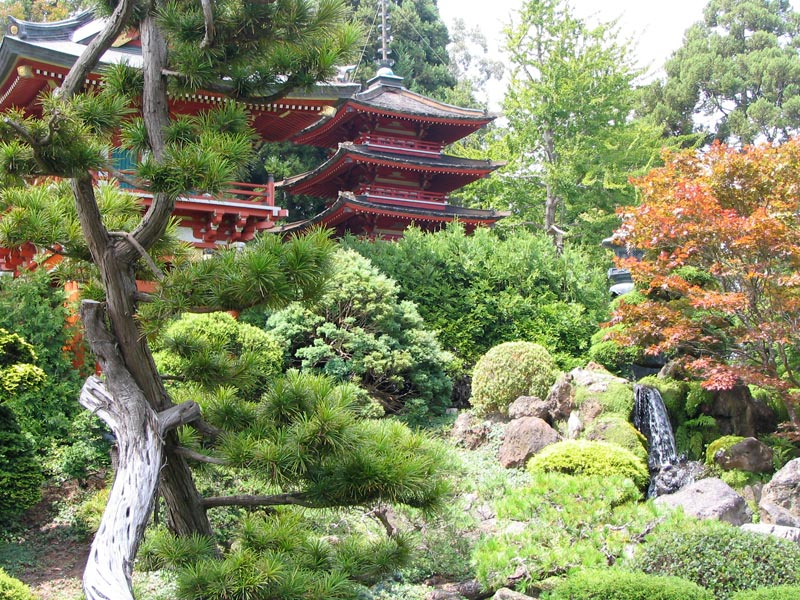
حديقة شاي يابانية

## معرض الصور

بيوت الشاي
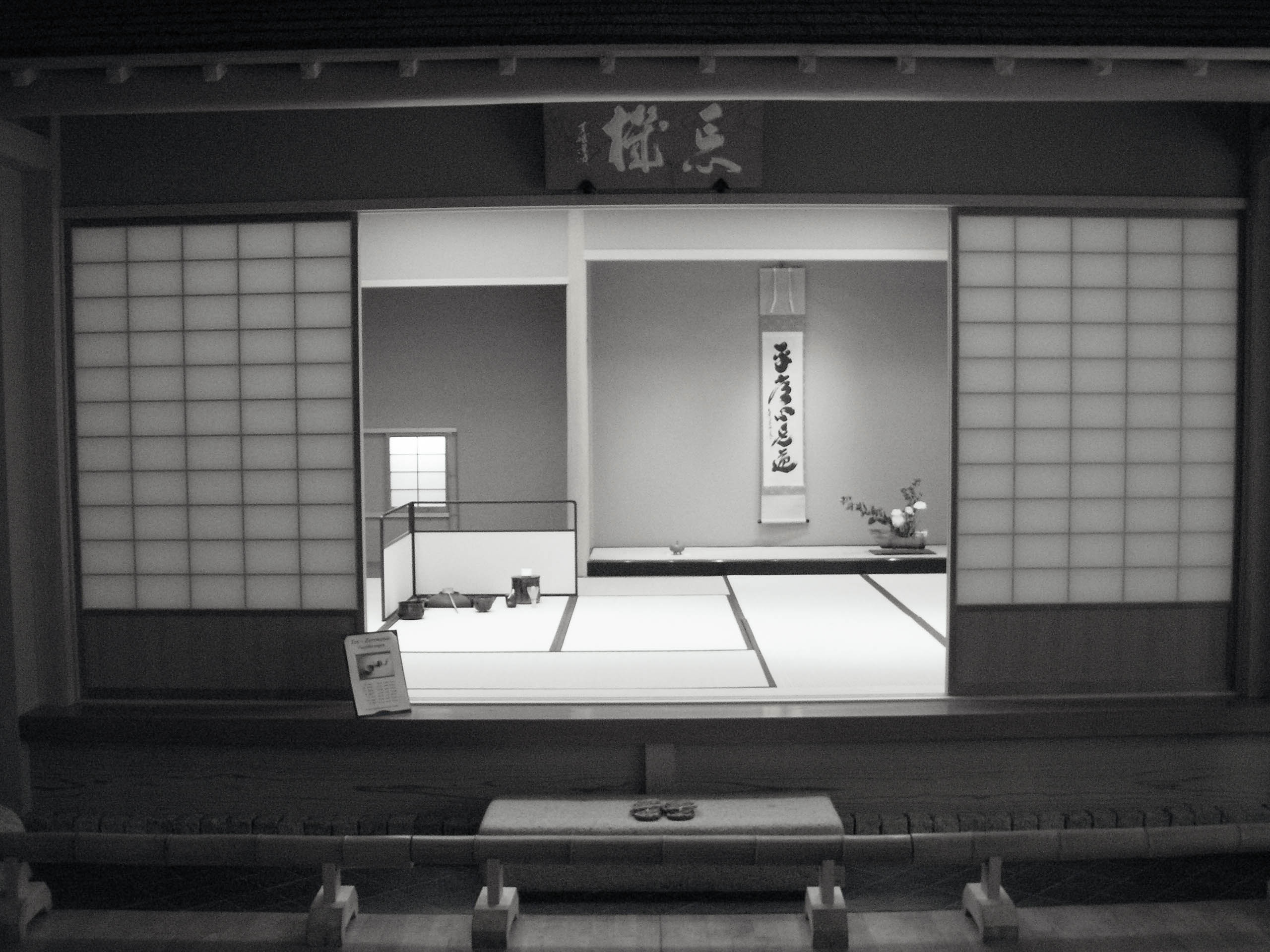
بيت شاي ياباني يقع في متحف للفن الآسيوي، برلين، ألمانيا
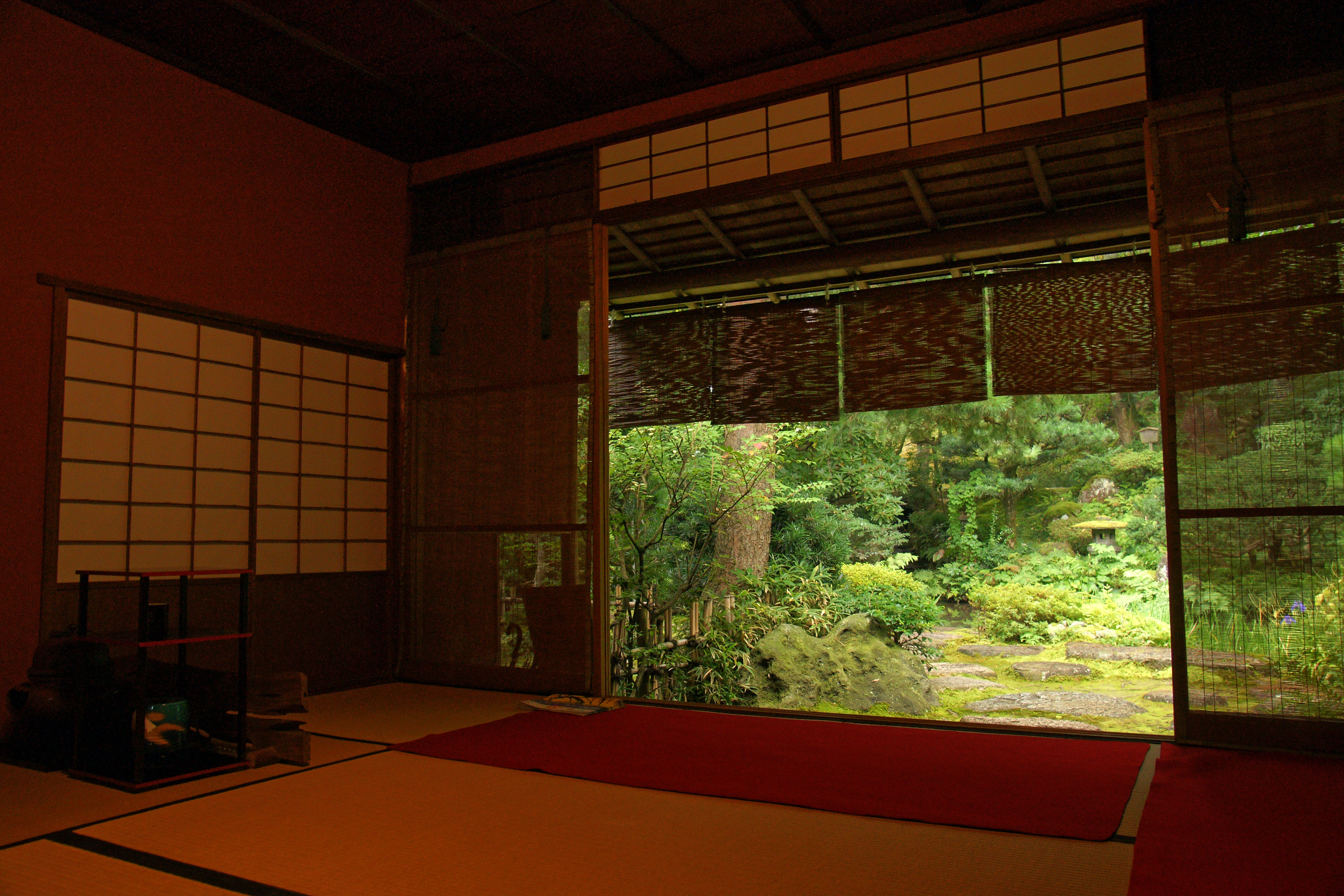
جيوكوسينين في كانازاوا، محافظة إيشيكاوا، اليابان
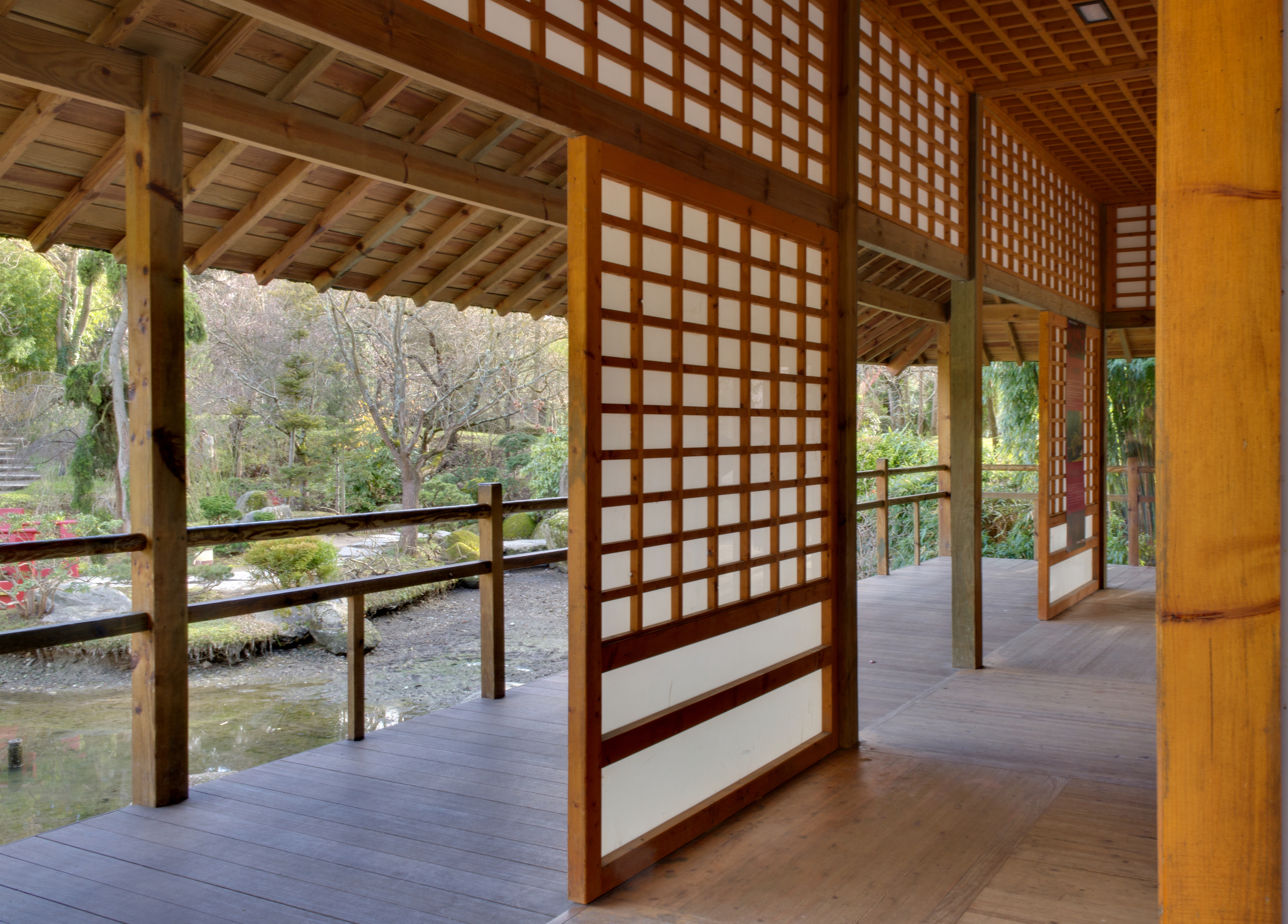
من داخل بيت الشاي على الطراز الياباني في الحديقة اليابانية في تولوز، فرنسا
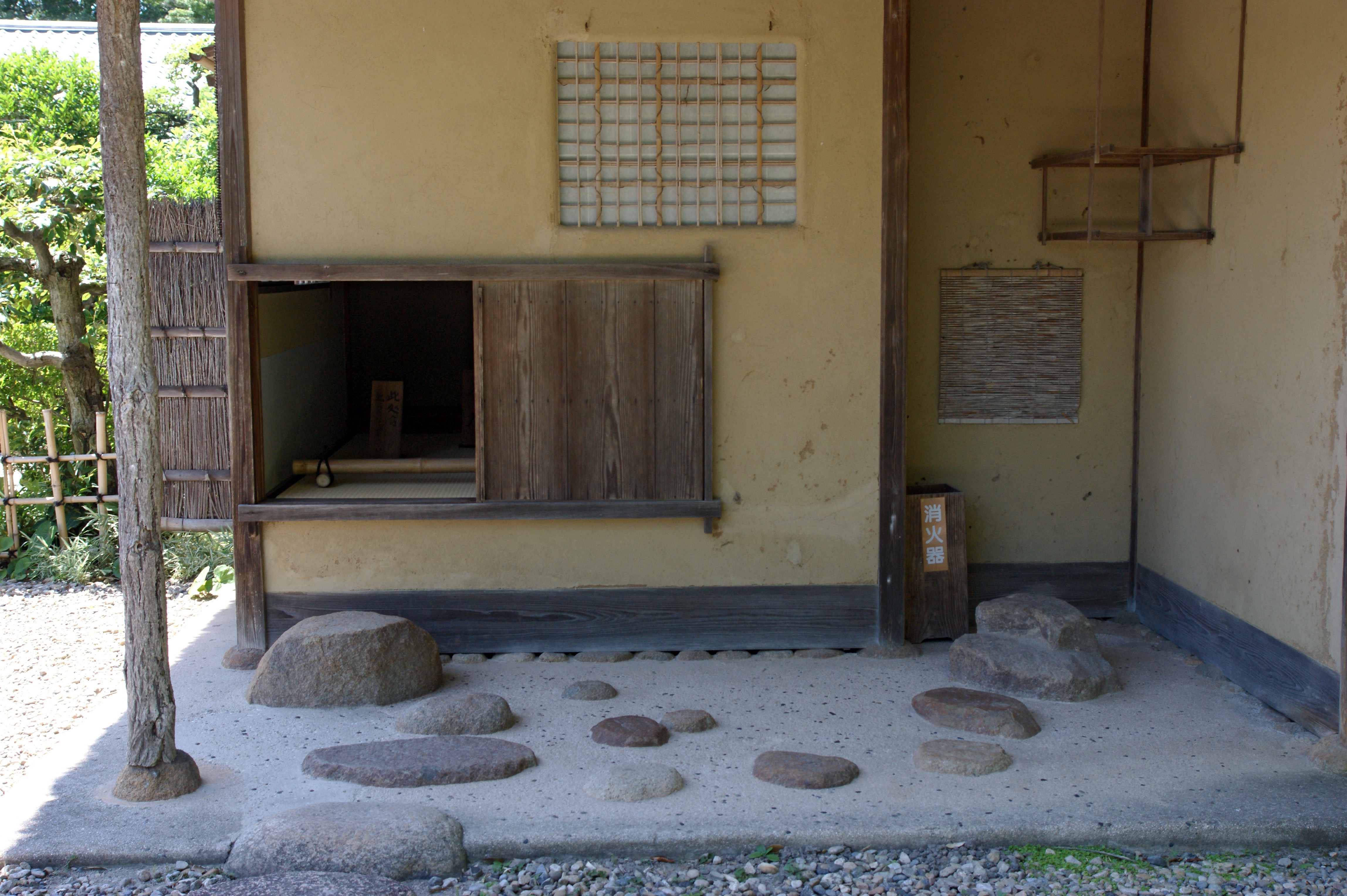
ميميان في ماتسوا، محافظة شيمانه، اليابان
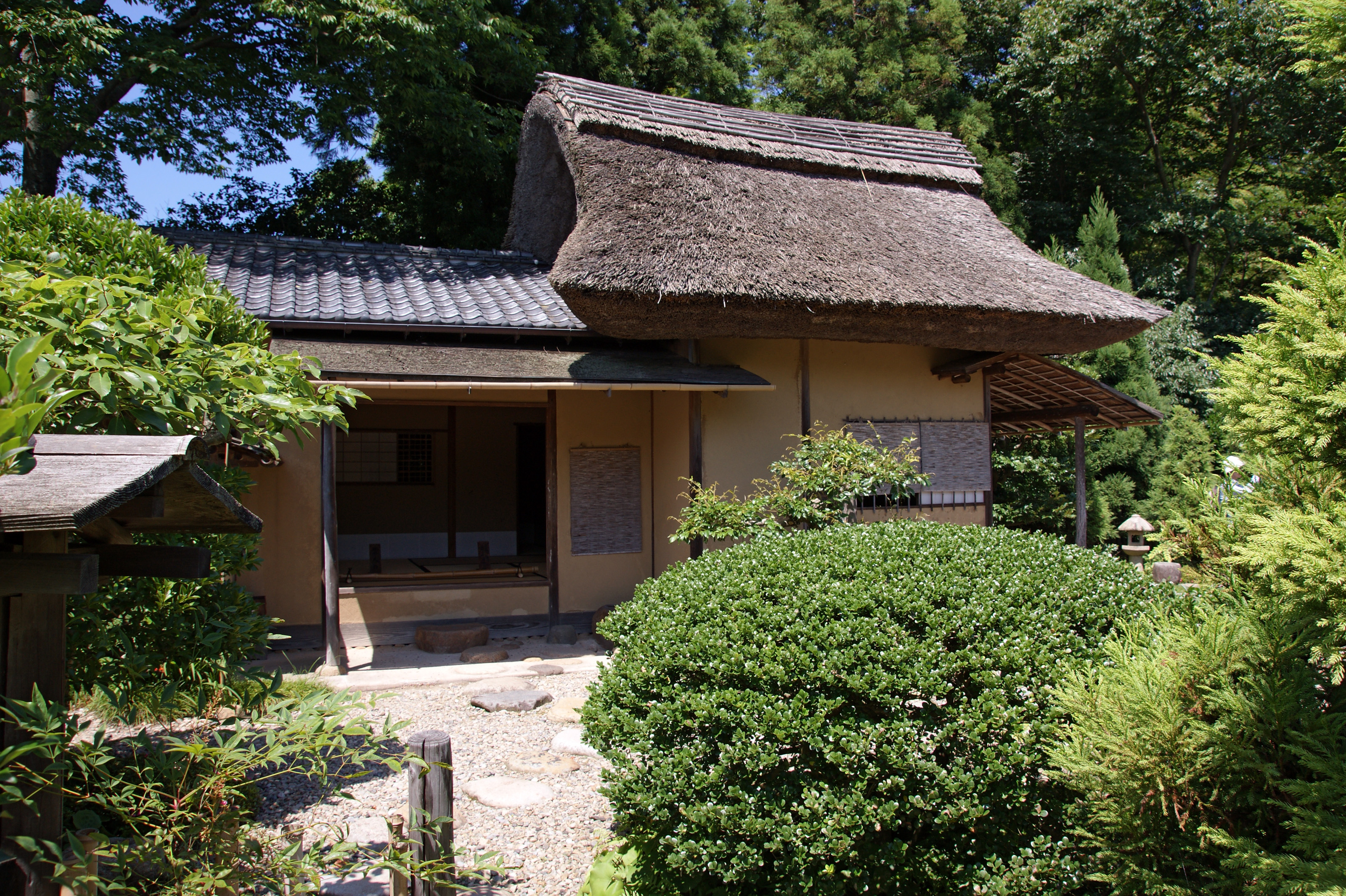
ميميان  في ماتسو، محافظة شيمانه، اليابان
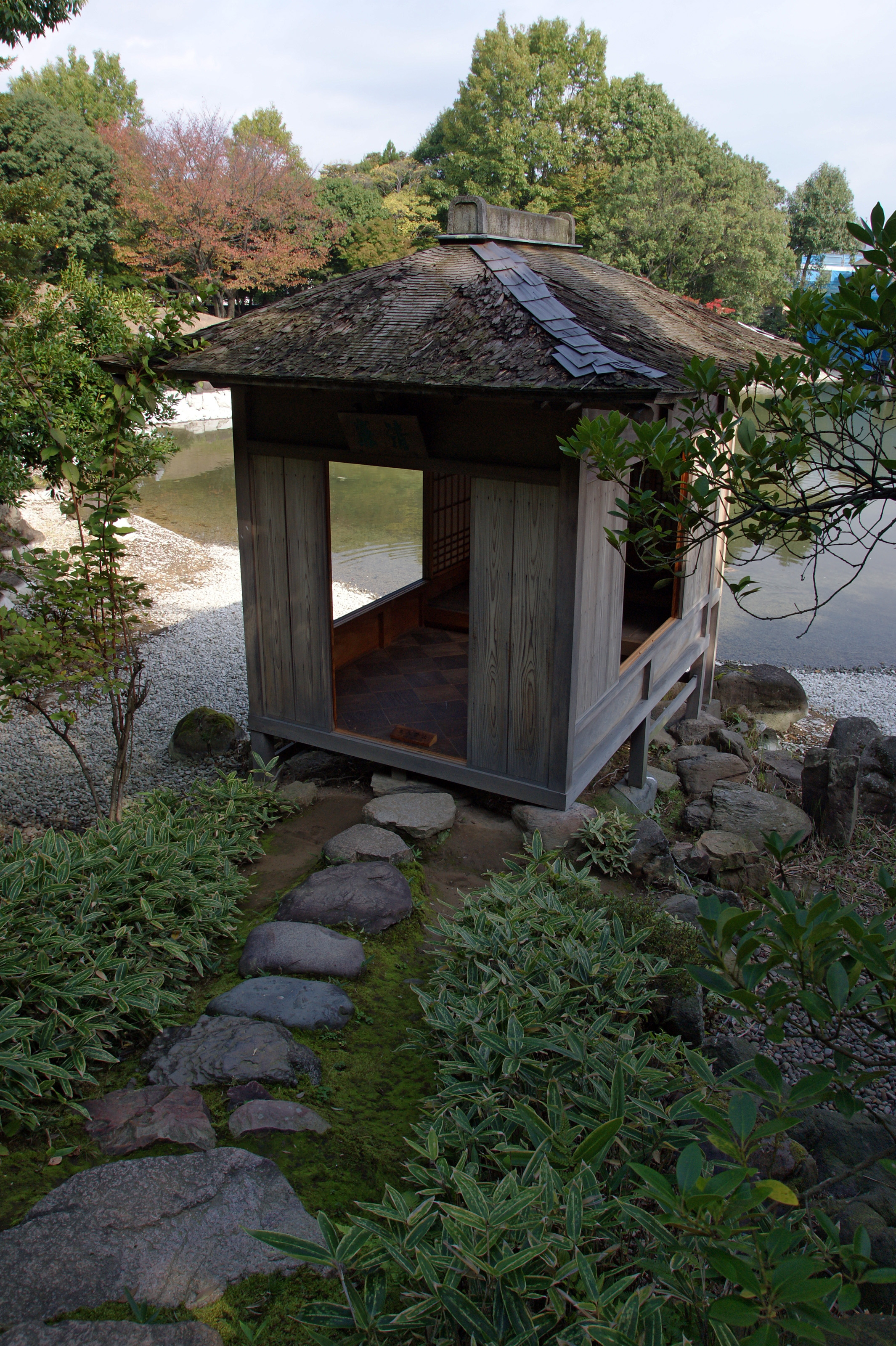
حديقة يوكوكان في فوكوي، محافظة فوكوي، اليابان
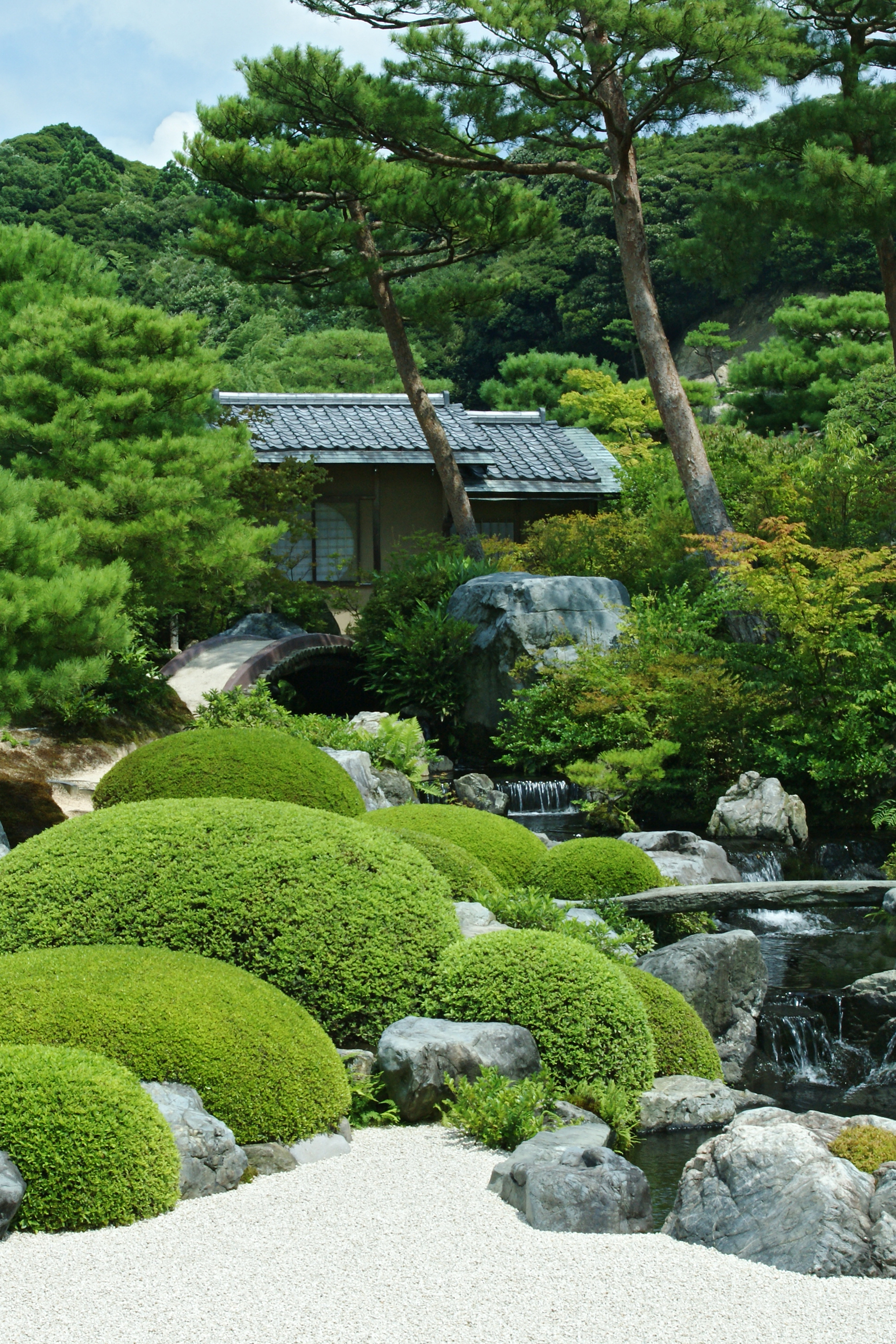
بيت الشاي في متحف أداتشي للفنون في ياسوجي، محافظة شيمانه، اليابان